# Juan Tarcaniota
Juan Tarcaniota (en griego: Ἰωάννης Ταρχανειώτης, fl. 1259-1304) fue un aristócrata bizantino y general durante el reinado del emperador Andrónico II Paleólogo. Aunque relacionado por sangre con la dinastía de los Paleólogos, se hizo notable como uno de los principales líderes de los «arsenitas», los partidarios del depuesto patriarca de Constantinopla Arsenio Autoriano, que desafió la legitimidad de la dinastía. Soldado capaz, fue puesto en libertad en 1298 para tomar el mando contra los turcos en Asia Menor. Sus reformas administrativas y su integridad apuntalaron la posición bizantina, pero despertaron la ira de los magnates locales, que lo obligaron a abandonar la provincia.

## Biografía

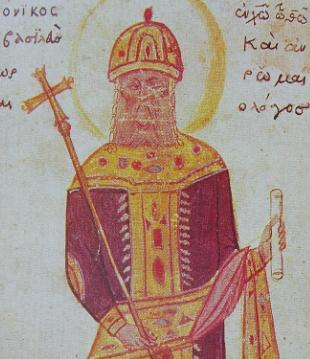
Retrato en miniatura de Andrónico II Paleólogo.

Juan Tarcaniota provenía de una familia distinguida: su padre, Nicéforo Tarcaniota, había servido como gran doméstico (comandante en jefe del ejército) bajo el emperador de Nicea Juan III Ducas Vatatzés  y se había casado con María-Marta, hermana del padre de Andrónico II, Miguel VIII Paleólogo, a quien había apoyado en su ascenso al trono. Después de la coronación de Miguel VIII, Juan y sus hermanos habían vivido en el palacio imperial. Tarcaniota se distinguió desde el principio como soldado, luchando bajo su tío, el déspota Juan Paleólogo, en la campaña de 1262 contra Miguel II Comneno Ducas de Epiro.
Sin embargo, Tarcaniota pronto se opuso a los Paleólogos, y en 1266 había emergido uno de los dirigentes de los arsenitas, los partidarios del ex patriarca de Constantinopla Arsenio Autoriano, que había excomulgado a Miguel VIII por usurpar los derechos y cegar a su predecesor, Juan IV Láscaris. Los arsenitas se negaron a reconocer la posterior destitución del patriarca por parte del emperador y fueron salvajemente perseguidos. También se negaron a reconocer la validez de la pretensión al trono de Andrónico, a quien consideraban «el hijo del usurpador excomulgado» (Nicol), y que había sido coronado por un patriarca «ilegítimo», José I Galesiota. Después del fracaso del intento de Andrónico de reconciliarse con los arsenitas en el sínodo de Adramitio en 1284, Juan Tarcaniota se convirtió en el jefe de la facción radical, mientras que los moderados siguieron a un monje, Jacinto. En consecuencia, Tarcaniota pasó largos períodos en el exilio o en prisión. Fue desterrado a Chele en 1289, luego puesto bajo arresto domiciliario en Constantinopla. Liberado hacia 1296, fue arrestado nuevamente en 1297 y arrojado a la prisión del palacio.

Mapa de Asia Menor hacia 1300, que muestra la invasión turca en territorio bizantino en el momento de la gobernación de Tarcaniota.

Sin embargo, en 1298, Andrónico necesitaba el talento militar de su primo en Asia Menor, donde los turcos de Menteşe estaban invadiendo una vez más el territorio bizantino después de haber sido derrotados entre 1293 y 1295 por Alejo Filantropeno. Los Filantropenos habían terminado rebelándose, apoyados por la población local que todavía apreciaba en gran medida la memoria de los Lascaridas de Nicea y resentía a los Paleólogos; para evitar que Tarcaniota, un arsenita declarado, siguiera el mismo camino que su predecesor, Andrónico primero le extrajo un juramento personal de lealtad y luego lo nombró comandante en el sector sur y más amenazado del frente, a lo largo del río Meandro. Allí, Tarcaniota logró un rápido éxito, no solo en el campo, sino más importante aún en la reorganización de la administración local y el fin de la corrupción que había permitido la enajenación de las propiedades pronoia, originalmente destinadas al mantenimiento del ejército, de sus titulares legítimos. Tarcaniota parece haberse involucrado en una revaluación y redistribución de estas tierras, que tuvo tanto éxito que resultó no solo en un aumento en el número de su ejército, sino también en el equipamiento de un pequeño escuadrón de barcos.
A pesar de su éxito, Tarcaniota fue resentido por los magnates locales, quienes en su mayoría se habían beneficiado de la situación anterior y fueron los más afectados por sus reformas y su administración honesta, así como por el establecimiento antiarsenita de la Iglesia. Al final, algunos de los poseedores de pronoias, que fueron privados de la tierra a través de las reformas de Juan, se acercaron al obispo antiarsenita de Filadelfia, Teolepto, y acusaron a Tarcaniota de planear una revuelta. Ante la hostilidad de la aristocracia local, Tarcaniota se vio obligado a huir, probablemente a mediados de 1300, a Tesalónica, donde residía el emperador. Al parecer, Tarcaniota fue encarcelado nuevamente, ya que se registra por última vez que fue liberado nuevamente de prisión en 1304. Después de su huida, la situación en Asia Menor se deterioró rápidamente cuando sus reformas fueron abandonadas y revertidas, y la paga del ejército fue desviada hacia los bolsillos de las élites locales. En consecuencia, en poco tiempo el ejército bizantino se desintegró, especialmente cuando los numerosos mercenarios lo abandonaron por falta de pago, abriendo el camino para el colapso total de la autoridad bizantina en Asia Menor durante la siguiente década.